# Neubau (Wien)
Der Neubau ist seit 1850 Teil des Wiener Stadtgebiets und seit 1861 der 7. Gemeindebezirk.

## Geographie
Der Neubau wird folgendermaßen begrenzt:
- Norden: Josefstadt (8. Bezirk), Grenze: Lerchenfelder Straße
- Osten: Innere Stadt (1. Bezirk), Grenze: Zweierlinie
- Süden: Mariahilf (6. Bezirk), Grenze: Mariahilfer Straße
- Westen: Rudolfsheim-Fünfhaus (15. Bezirk) und Ottakring (16. Bezirk), Grenze: Neubaugürtel und Lerchenfelder Gürtel

Der Neubau gehört zu den inneren Bezirken Wiens, zum erweiterten Stadtzentrum, und ist mit einer Fläche von 1,613 km² der drittkleinste Wiener Gemeindebezirk. Er nimmt 0,39 % der Fläche Wiens ein. Der Bezirk gehört zu den am dichtesten verbauten Bezirken Wiens. Nur 2,9 % der Bezirksfläche entfallen auf Grünland.

### Topographie
Der Neubau liegt auf dem Gebiet zwischen der Senke des heute kanalisierten Ottakringer Bachs und dem Höhenrücken der Mariahilfer Straße. Der Ottakringer Bach verlief ursprünglich im Gebiet der heutigen Lerchenfelder Straße bzw. Neustiftgasse und diente der Vorstadt St. Ulrich zur Wasserversorgung und Abfallentsorgung. Die Meereshöhe fällt im Bezirk von Westen nach Osten ab und beträgt am Gürtel 212 m ü. A., beim Museumsquartier 182 m ü. A.

### Flächennutzung
Die Flächen des Neubaus werden fast ausschließlich als Baugebiet oder für Verkehrsflächen genutzt. 72,0 % des Bezirksgebietes werden von Bauflächen eingenommen, der höchste Wert eines Wiener Gemeindebezirkes. Der Großteil der Baufläche (82,5 %) entfällt dabei auf Wohngebiete, der Rest fast ausschließlich auf kulturelle, öffentliche und religiöse Einrichtungen (14,0 %). Als Betriebsgebiet gewidmete Flächen nehmen am Neubau hingegen einen geringen Anteil ein, nur 3,6 % der Baufläche entfallen auf diesen Nutzungstyp. Neben den Bauflächen nehmen die Verkehrsflächen mit 25,2 % den größten Flächenanteil ein. Der Neubau ist dadurch der Bezirk mit den drittwenigsten Grünflächen. Nur 2,9 % der Bezirksfläche entfallen auf diese Nutzungsart, wobei alle Grünflächen des Bezirks Parkanlagen sind.
| Baufläche | Baufläche      | Baufläche                 | Grünfläche     | Grünfläche | Grünfläche | Grünfläche | Grünfläche  | Grünfläche       | Verkehrsflächen |
| 116       | 116            | 116                       | 4,66           | 4,66       | 4,66       | 4,66       | 4,66        | 4,66             | 40,58           |
| --------- | -------------- | ------------------------- | -------------- | ---------- | ---------- | ---------- | ----------- | ---------------- | --------------- |
| Wohnbau   | Betriebsgebiet | öffentliche Einrichtungen | Landwirtschaft | Parks      | Wälder     | Wiesen     | Kleingärten | Freizeit-Flächen |                 |
| 95,65     | 4,13           | 16,22                     | –              | 4,66       | –          | –          | –           | –                |                 |

### Bezirksteile

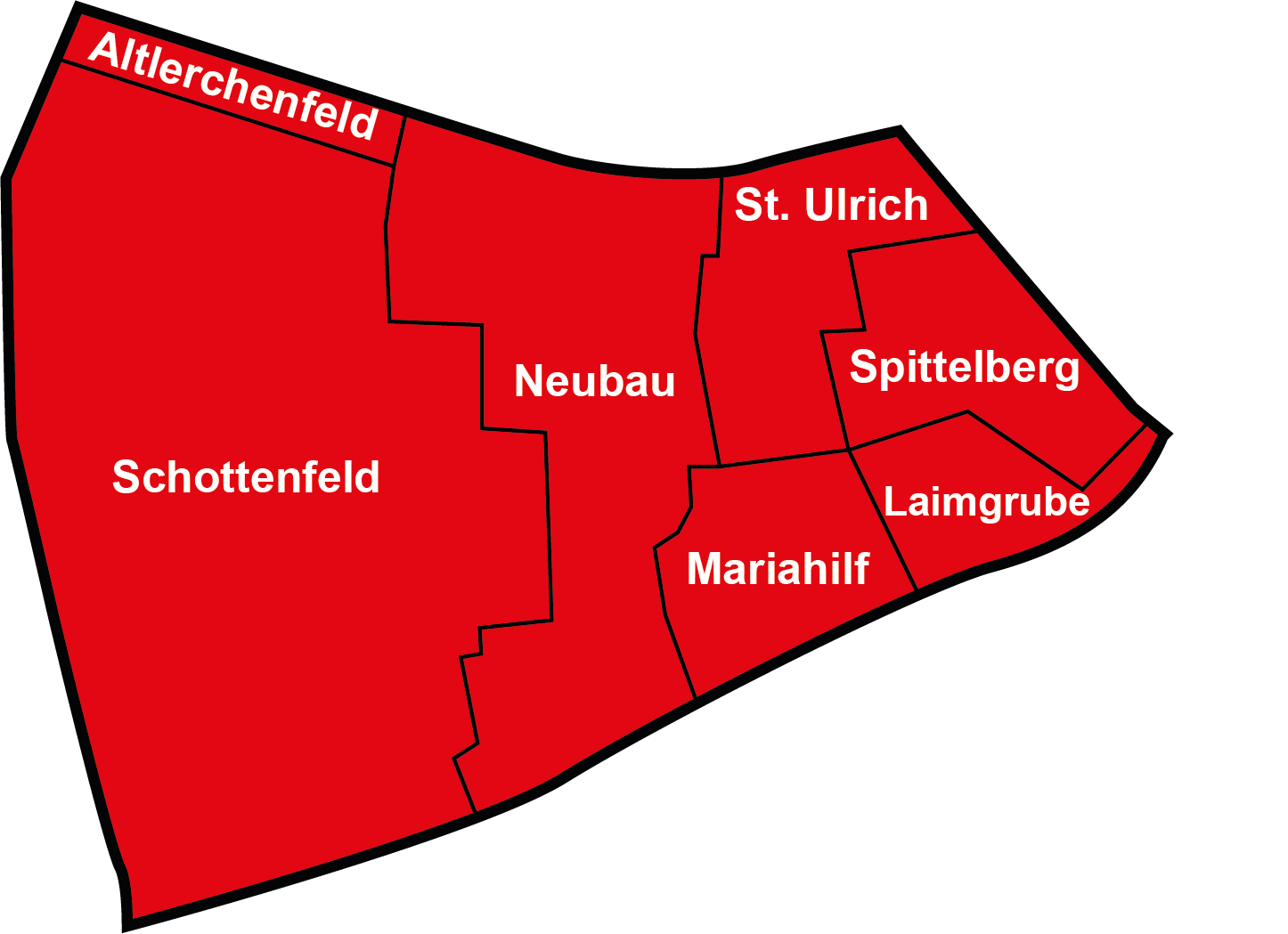
Bezirksteile des Neubau

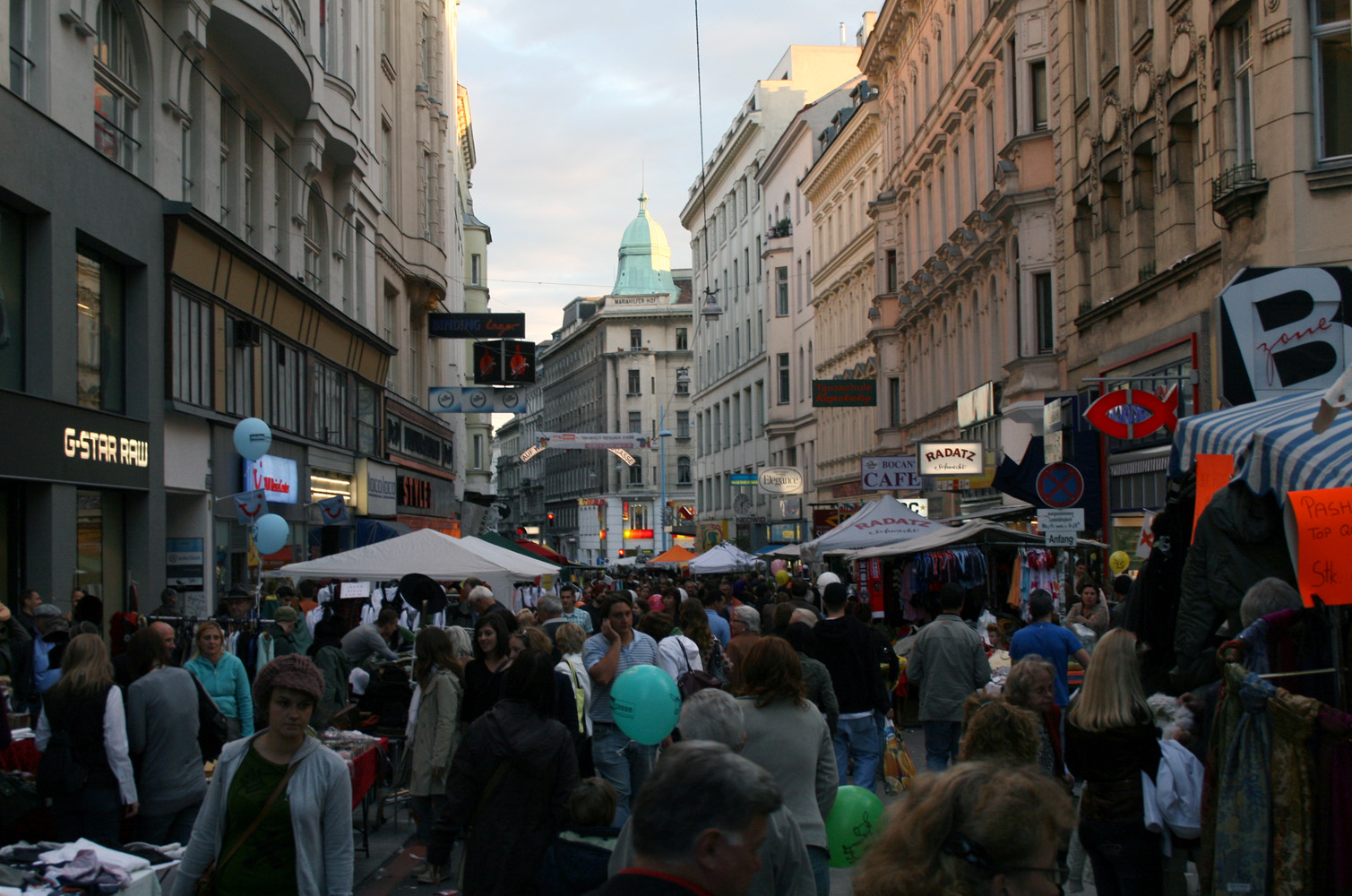
Flohmarkt in der Neubaugasse

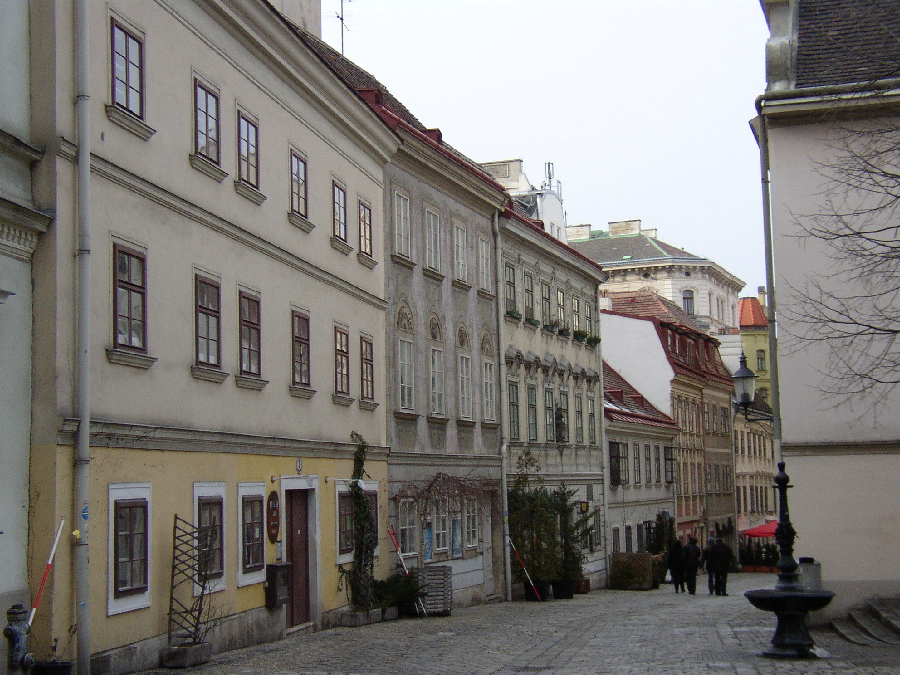
Spittelberg

Der Bezirk Neubau wurde 1850 aus den vier Vorstädten Schottenfeld, Neubau, Sankt Ulrich und Spittelberg gebildet. Hinzu kamen kleinere Teile von Mariahilf, Laimgrube und Altlerchenfeld.
Schottenfeld
Der größte Bezirksteil ist Schottenfeld im Westen. Der Bezirksteil umfasst im Wesentlichen das Gebiet zwischen dem Gürtel und der Neubaugasse. Neben dem Magistratischen Bezirksamt (das auch für den 6. Bezirk zuständig ist) befinden sich das Finanzamt, die Hauptbücherei Wien, die Sankt-Laurenz-Kirche und das Kaiserliche Möbelmuseum Wien auf dem Schottenfeld.
Altlerchenfeld (Teil)
Im Nordwesten liegt um die Altlerchenfelder Pfarrkirche an der Lerchenfelder Straße ein kleiner Teil von Altlerchenfeld (der größere Teil gehört zum 8. Bezirk).
Neubau
Östlich des Schottenfelds liegt der relativ kleine ehemalige Ort Neubau zwischen Neubaugasse und Kirchengasse.
Sankt Ulrich
Im Nordosten ist der Bezirksteil Sankt Ulrich situiert. Hier befinden sich das Justizministerium (Palais Trautson), das Mechitaristenkloster und die Pfarrkirche Sankt Ulrich.
Spittelberg
Südlich schließt sich der historisch dichtest verbaute Spittelberg an, der sich als Lokalmeile etabliert hat. Auch das Volkstheater und das MuseumsQuartier befinden sich auf dem Areal des historischen Spittelbergs, werden aber heute nicht mehr mit ihm in Verbindung gebracht.
Laimgrube und Mariahilf (Teile)
Südlich des Spittelbergs liegen kleine Teile der ehemaligen Vorstädte Laimgrube (Stiftskaserne) und Mariahilf, die ansonsten zum 6. Bezirk zählen.
Eine Gliederung des Bezirksgebiets besteht ferner in den Zählbezirken der amtlichen Statistik, in denen die Zählsprengel des Gemeindebezirks zusammengefasst sind. Die fünf Zählbezirke in Neubau sind St. Ulrich, Stiftskaserne, Apollogasse, Schottenfeld und Neustiftgasse.

## Wappen
Das Bezirkswappen von Neubau setzt sich aus fünf Teilen zusammen, die für die fünf Bezirksteile stehen:
- Der Herzschild in der Mitte symbolisiert den Bezirksteil Neubau. Es zeigt einen liegenden Mond und ein goldenes Kreuz. Vermutlich symbolisiert das Wappen den Sieg der Christen über die Wien belagernden Osmanen.
- Im linken (heraldisch: rechten), oberen Wappenteil wird das Wappen von Altlerchenfeld dargestellt. Der rote Grund wird von einem silbernen Kreuz geteilt, in den vier Feldern stehen vier goldene Lerchen. Die Lerchen stellen neben den Bäumen eine Möglichkeit für die Entstehung des Namens dar.
- Rechts daneben (heraldisch: links oben) befindet sich das Wappen des Bezirksteils Sankt Ulrich. Es zeigt den Heiligen Ulrich von Augsburg, den Kirchenpatron der Siedlung, auf blauem Hintergrund mit einer grünen Wiese. Er trägt Bischofskleidung und Insignien. In der linken Hand hält er einen silbernen Fisch. Dieser symbolisiert eine Legende, in der erzählt wird, dass Ulrich einem Boten ein Stück Gänsebraten schenkte, das sich in einen Fisch verwandelte.
- Der linke (heraldisch: rechte), untere Wappenteil repräsentiert den Bezirksteil Schottenfeld. Es zeigt einen Schottenpriester (Benediktiner) vor silbernem Grund, der auf einer Wiese wandert, und symbolisiert damit die frühere Zugehörigkeit des Gebietes zum Schottenstift.
- Der rechte (heraldisch: linke), untere Wappenteil symbolisiert als sprechendes Wappen den Bezirksteil Spittelberg („Spitalsberg“). Auf einem roten Hintergrund ist ein Felsenberg mit einem blauen Reichsapfel abgebildet, darüber schwebt der Heilige Geist in Gestalt einer silbernen Taube. Teile des Wappens sind dem Siegel des Bürgerspitals entnommen. (Auf einer Abbildung aus dem Jahr 1734 fehlte der Heilige Geist; der Reichsapfel schwebte auf der Bergspitze des Spitlbergs.)

Die Wappen der Bezirksteile Neubau, St. Ulrich und Spittelberg wurden 1734 in dem von Francisco (Franz) Dolfin (1697–1775) bei Johann Peter van Ghelen in Wien herausgebrachten Werk Lustra decem coronae Viennensis, seu suburbia Viennensia bei einer Vogelschau auf diese Wiener Vorstädte abgebildet. Über das tatsächliche Alter der Wappen der Bezirksteile liegen keine Informationen vor.

## Geschichte
Ältere Geschichte der Siedlungen

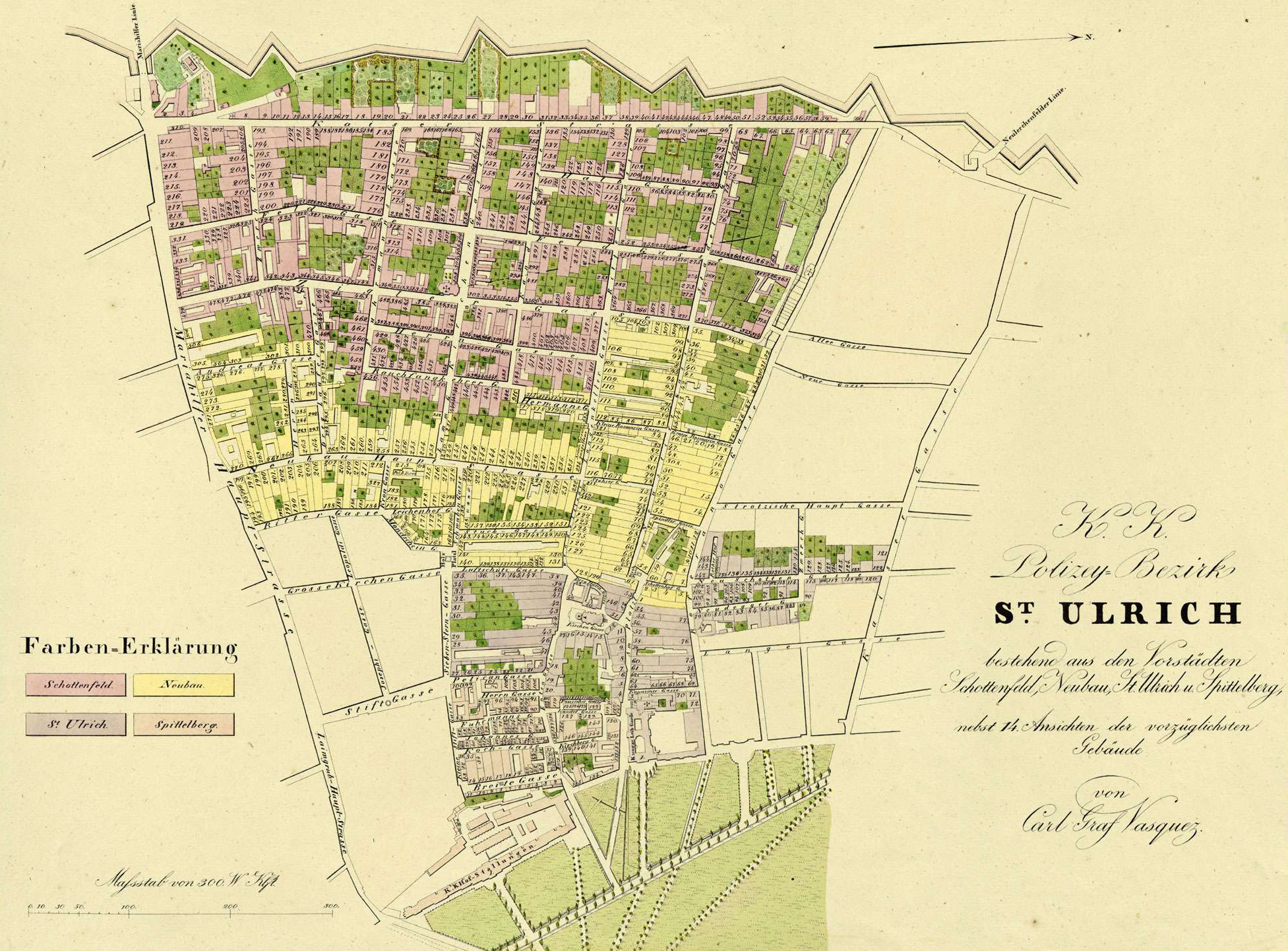
Neubau um 1830

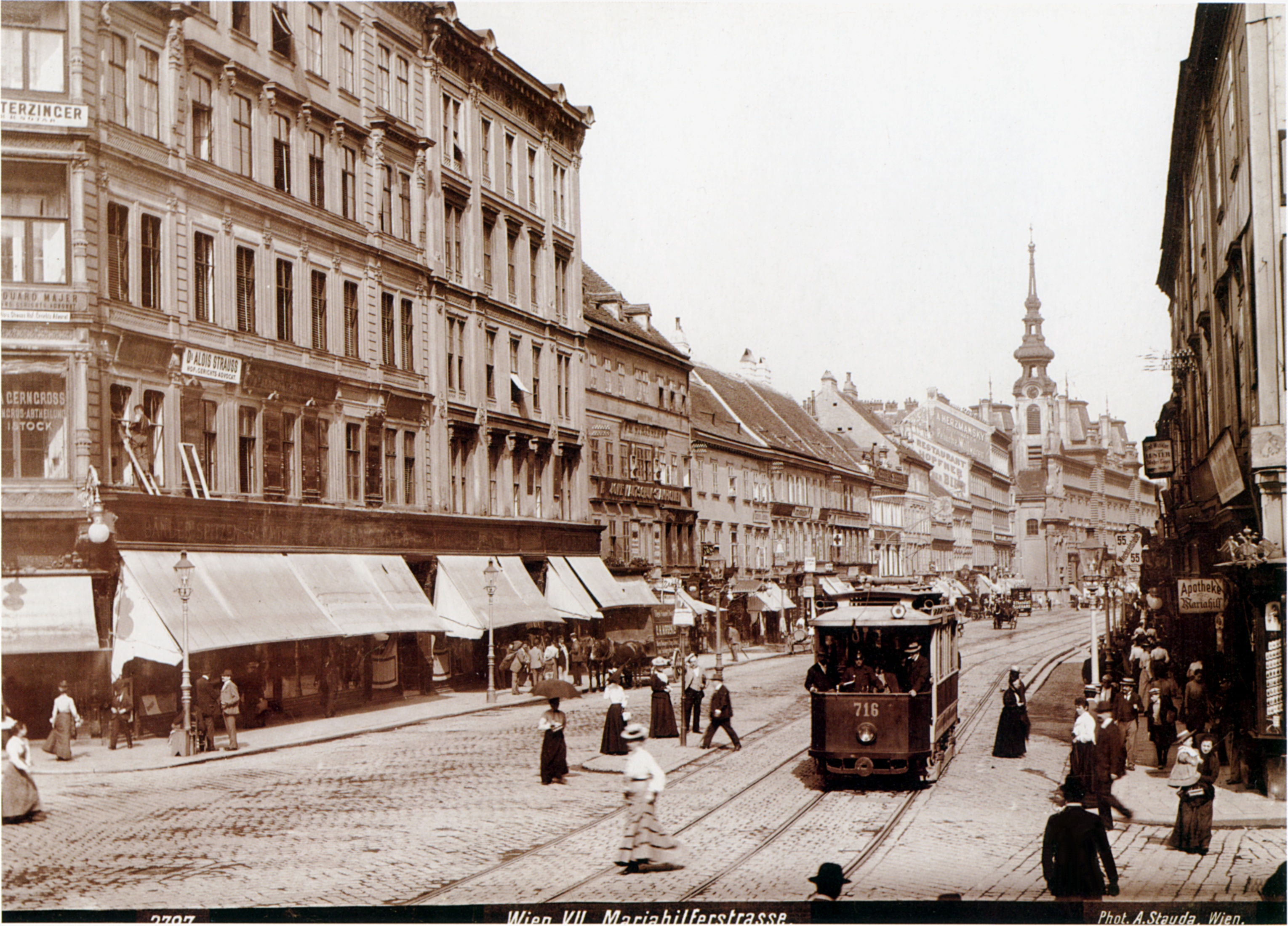
Mariahilferstraße (1908)

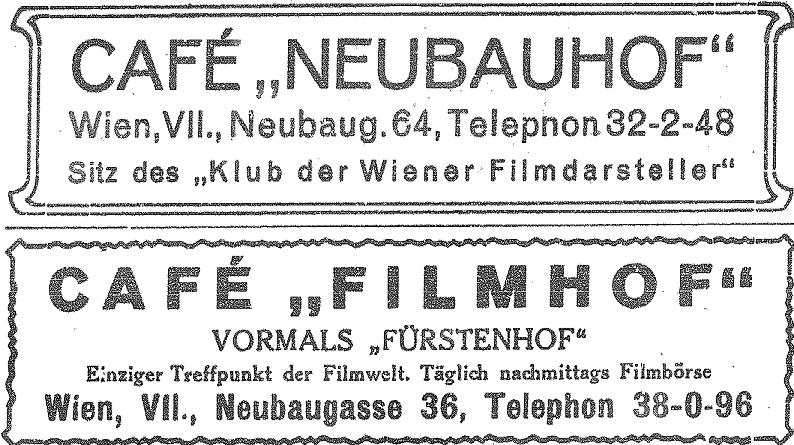
Inserate für „Film-Cafés“ in der Neubaugasse 1923, damals Zentrum der österreichischen Filmbranche

Die älteste Siedlung im Bereich des heutigen Bezirks war das Dorf Zeismannsbrunn. Seit 1302 heißt die Siedlung aber nach dem Patron der Kirche St. Ulrich. St. Ulrich war die wichtigste Hochburg des Protestantismus in Wien. 1693 wurde der westliche Teil von St. Ulrich von der Grundherrschaft als eigenständiger Ort Neubau abgetrennt. Etwas weiter westlich befand sich eine Siedlung im Besitz des Schottenstiftes, die Neustift genannt wurde. Ebenfalls etwas außerhalb befand sich das Schottenfeld (früher auch: oberes Neustift, Ober-Neustift, Neu-Schottenfeld), das wegen seiner Industrie und des daraus folgenden Reichtums auch als Brillantengrund bzw. Seidengrund bezeichnet wurde. (Die Seidengasse erinnert daran.)
Dagegen hatte der Spittelberg (früher: Spitalberg) einen denkbar schlechten Ruf. Die sehr enge Bebauung war der Gesundheit nicht förderlich, außerdem war die Siedlung eine Hochburg der Prostitution. Heute ist dieser Stadtteil Beispiel für eine Luxussanierung.
Eingemeindung
1848/1849 wurde die feudale Grundherrschaft in Österreich aufgelöst; 1849 wurde mit Kaiserlichem Patent vom 17. März 1849 ein provisorisches Gemeindegesetz für alle Länder der Monarchie, ausgenommen die ungarischen, erlassen, in dem bestimmt wurde: Vorstädte haben mit der eigentlichen Stadt immer eine einzige Ortsgemeinde zu bilden. Daher wurden die heute den Bezirk Neubau bildenden Wiener Vorstädte nicht selbstständig, sondern 1849 als ehemals schutzunterthänige Vorstadtgemeinden dem Wiener Gemeinderat unterstellt und 1850 als 6. Bezirk mit dem Namen Neubau formell nach Wien eingemeindet. Nach der Teilung Wiedens im Jahr 1861 wurde Neubau zum 7. Bezirk, ein Jahr später wurden die Bezirksgrenzen neu gezogen, wodurch kleine Teile der ehemaligen Vorstädte Mariahilf, Laimgrube und Altlerchenfeld zum 7. Bezirk kamen.
Die westliche Grenze des Bezirks Neubau verlief von der Bernardgasse bis zur Stollgasse einen Häuserblock östlich (!) des in den 1870er bis 1890er Jahren angelegten Gürtels, somit durch Wimbergergasse und Kenyongasse. Der Urban-Loritz-Platz zählte ebenfalls noch zum 15. Bezirk. Durch das Landesgesetz vom 28. Dezember 1904 wurde festgelegt, dass diese Bezirksgrenze an die Gürtelstraße verlegt sei. In der dazugehörigen Kundmachung des niederösterreichischen Statthalters vom 7. Juni 1905 wurde konkretisiert, dass die neue westliche Grenze des 7. Bezirks an der „westlichen Grenze des Stadtbahnkörpers“ verlaufe (somit der innere Gürtel und die heutige U-Bahn-Trasse zum Bezirk gehöre) und ab 1. Juli 1905 gelte.
Die letzten beiden Änderungen der Bezirksgrenzen erfolgten 1995 im Bereich des Lerchenfelder Gürtels und 1996 im Bereich des Europaplatzes vor dem Westbahnhof, um die Bezirkszugehörigkeit der dortigen Verkehrsanlagen zu vereinfachen.
Die Bebauung des Bezirkes stammt hauptsächlich aus der Zeit zwischen 1880 und 1910. Zu dieser Zeit gab es auch sehr viele Industriebetriebe, die später aufgelassen oder abgesiedelt wurden.
Filmviertel
Mit der Blüte des österreichischen Stummfilms zwischen 1918 und 1923 entwickelten sich die Neubaugasse und angrenzende Straßen zum Filmviertel, wo fast alle in Wien im Film tätigen Unternehmen ihren Sitz oder zumindest eine Niederlassung hatten. Kaum ein Haus, in dem nicht mindestens ein Filmverleih, Filmproduzent, Filmanwalt, eine Filmbuchhandlung, ein Filmcafé oder ein Filmzulieferer die Niederlassung hatte, je näher an der Mariahilfer Straße, umso eher. Auch Filmausstattungsunternehmen und andere Spezialisten der Branche waren damals in der Neubaugasse konzentriert.
Auch nach dieser Phase blieb die Gegend das Filmviertel, und erst mit dem „Anschluss“ an Deutschland und der darauf folgenden starken Veränderung der zuvor mehrheitlich jüdisch dominierten Filmbranche dürfte die Geschichte des Filmviertels ein Ende genommen haben.
Heute befinden sich in der Neubaugasse und angrenzenden Straßen wie der Mariahilfer Straße und der Siebensterngasse nur noch wenige Niederlassungen von in der Filmbranche tätigen Unternehmen. Zudem ist die Branche insgesamt wesentlich stärker auf einige marktbeherrschende Unternehmen konzentriert, während sich vor 1938 Dutzende Filmverleiher und -produzenten den Markt untereinander aufteilten.
Zweiter Weltkrieg
1943/1944 wurden in Wien zur Fliegerabwehr mehrere Flaktürme errichtet, unter anderen der Gefechtsturm in der Stiftskaserne. Der Turm, der von der Altstadt aus hinter dem Museumsquartier gut zu sehen ist, befindet sich in der Obhut des Bundesheeres. Als historisches Monument steht er unter Denkmalschutz.
Museumsquartier

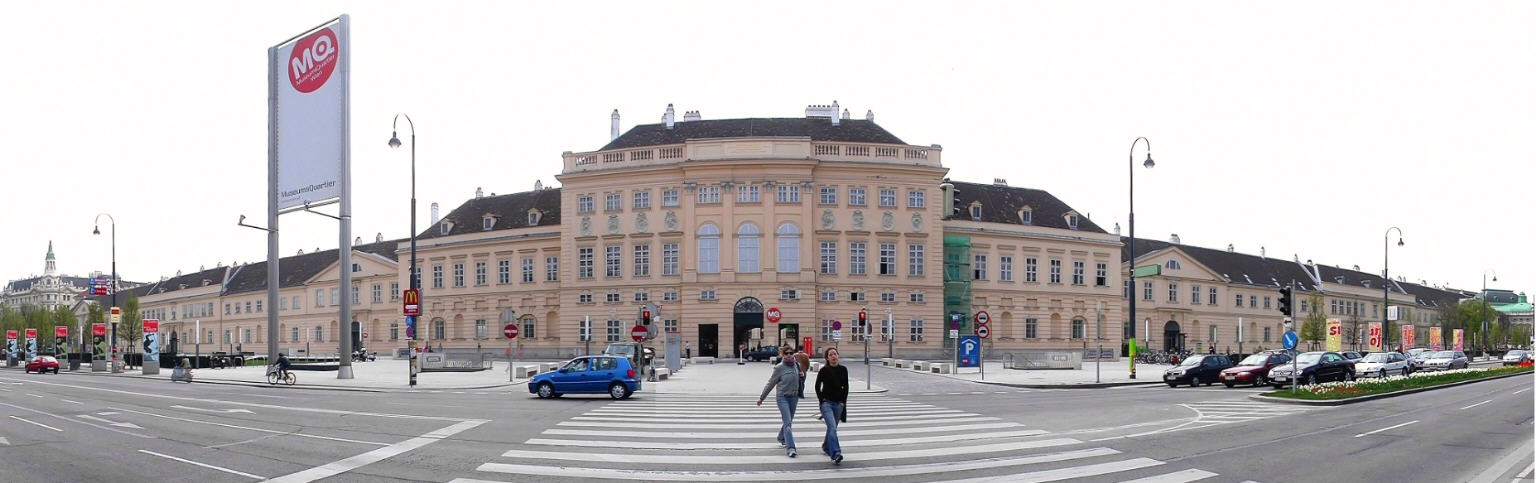
Das Museumsquartier an der „Zweierlinie“

Mit der 2001 erfolgten Eröffnung des Museumsquartiers erhielt der Bezirk eine über Österreich hinaus bekannte kulturelle Attraktion mit starker Publikumsfrequenz. Das MQ zählt zu den größten zehn Kulturarealen Europas. Die Etablierung des MQs in den ehemaligen kaiserlichen Hofstallungen, die später als Wiener Messepalast genutzt wurden und in ihrer Bausubstanz immer stärker vernachlässigt wirkten, war eine Gemeinschaftsleistung der Bundesregierung und der Wiener Stadtverwaltung.

## Bevölkerung
Bevölkerungsentwicklung
Quelle: Statistik.at

### Bevölkerungsentwicklung
Der Neubau war bereits vor der Bezirksgründung 1850 sehr dicht besiedelt, weshalb im Bezirksgebiet 1869 80.043 Einwohner lebten, ein Wert, der nie wieder übertroffen wurde. Bis vor Beginn des Ersten Weltkriegs blieb die Bevölkerungszahl relativ stabil, danach begann ein sukzessiver Rückgang. Bedingt durch die steigenden Ansprüche auf Wohnraum verbunden mit Wohnungszusammenlegungen nahm die Einwohnerzahl am Neubau nach dem Ende des Zweiten Weltkriegs bis heute um rund die Hälfte ab. Seit den 1980er Jahren hat sich die Bevölkerungszahl stabilisiert und liegt 2015 bei 31.222 Einwohnern.

### Bevölkerungsstruktur
Die Altersstruktur der Neubauer Bevölkerung wich 2013 in mehreren Teilbereichen vom Wiener Durchschnitt ab. So lag der Anteil der Bewohner unter 15 Jahren bei 10,5 %, während dieser Wert in Wien mit 14,3 % deutlich höher war. Dem gegenüber lag der Anteil der Bevölkerung im Alter von 20 bis 39 Jahren am Neubau mit 38,3 % stark über dem Wiener Durchschnitt von 30,9 %, ein Beleg für den Ruf des Neubaus als Anziehungspunkt für junge Wirtschaftstreibende, Künstler und Kreative. Der Anteil der Bevölkerung im Alter von 65 oder mehr Jahren lag mit 14,3 % unter dem Wiener Wert von 16,9 %. Die Geschlechterverteilung im Bezirksgebiet entsprach mit einem Anteil von 47,5 % Männern und 52,5 % Frauen dem Wiener Durchschnitt. 2001 waren die Neubauer mit 35,7 % gegenüber 41,2 % weniger oft verheiratet als die Durchschnitts-Wiener.

### Herkunft und Sprache
Der Anteil der ausländischen Bezirkseinwohner lag 2016 bei 28,2 % (Wien: 27,4 %), und weist eine steigende Tendenz auf (2001: 20,2 %). Den höchsten Anteil der Ausländer stellten 2016 mit rund 5,8 % Anteil an der Bezirksbevölkerung Staatsbürger aus Deutschland. Weitere 2,9 % waren serbische, 1,2 % polnische und 1,1 % türkische Staatsbürger, der Rest sonstige Ausländer. Insgesamt waren 2016 36,2 % der Neubauer Bevölkerung nicht in Österreich geboren worden.

### Religion
Das Religionsbekenntnis der Bevölkerung von Neubau wich bei der Volkszählung 2001 gegenüber dem Durchschnitt Wiens vor allem im Bereich der Menschen mit römisch-katholischer Konfession ab. So gaben 2001 45,4 % der Bewohner an, der römisch-katholischen Kirche anzugehören (Wien: 49,2 %). Es gibt im Gemeindebezirk vier römisch-katholische Pfarren, die zum Stadtdekanat 6/7 gehören. 7,8 % der Bewohner waren islamischen Glaubens, 7,0 % gehörten der Orthodoxen Kirche an und 5,0 % waren evangelisch (Auferstehungskirche Lindengasse). 23,8 % der Bezirksbevölkerung gehörten keiner Religionsgemeinschaft an, 8,7 % hatten kein oder ein anderes Religionsbekenntnis angegeben.

## Politik
Im Bezirk Neubau war die ÖVP lange Zeit die stimmenstärkste Partei und stellte zwischen 1945 und 1991 den Bezirksvorsteher. 1991 gelang es der SPÖ die ÖVP zu überholen, wobei die Grünen mit 20,1 % die FPÖ überholt hatten. Die Wahlen 1996 ergaben durch das erstmalige Antreten des Liberalen Forums (LIF) Verluste bei SPÖ, ÖVP und Grünen. Nur die FPÖ konnte leicht zulegen und überholte die Grünen. Nachdem die Grünen in Neubau unter Thomas Blimlinger bei den Europawahlen 1999 erstmals stimmenstärkste Partei in einem österreichischen Bezirk geworden waren, gewannen die Grünen auch die Bezirksvertretungswahlen 2001. Mit einem Zugewinn von 13,8 % überholten die Grünen die SPÖ, wodurch Thomas Blimlinger zum ersten Grünen Bezirksvorsteher in Wien wurde. Auch leichte Zugewinne der SPÖ konnten dies nicht verhindern, während die ÖVP stark verlor und das LIF nur noch die Hälfte seiner früheren Stimmen erreichte. Bei den Wahlen 2005 setzte sich dieser Trend fort. Die Grünen legten neuerlich 10,7 % zu und erreichten das beste Ergebnis der Grünen in einem österreichischen Bezirk. Während die SPÖ leicht verlor und die ÖVP stagnierte, gab es massive Verluste für die FPÖ und das LIF, das auch aus der Bezirksvertretung flog. Bei den Wahlen 2010 konnten die Grünen – entgegen dem Gesamtwiener Trend – ihren Vorsprung weiter ausbauen. Im Gegensatz zu den meisten Bezirken stagnierte das LIF mit 1,1 % in Neubau, während das BZÖ sich um 0,3 % auf 1,1 % gegenüber 2005 verbesserte.
Im September 2017 gab Thomas Blimlinger seinen Rücktritt als Bezirksvorsteher von Neubau bekannt. Nachfolger wurde Markus Reiter, die offizielle Übergabe erfolgte im Rahmen einer Bezirksvertretungssitzung am 30. November 2017.
Die Grünen bauten ihren Vorsprung 2020 weiter aus, während die SPÖ mehr als 4 Prozentpunkte verlor, konnte die ÖVP um 7 % zulegen. Die FPÖ stürzte ins Bodenlose. 
| ← 2015Bezirksvertretungswahl 2020Vorläufiges Ergebnis mit Briefwahlkarten %50403020100 44,9 (+3,9)20,6 (−4,1)3,0 (−10,5)13,7 (+3,5)7,9 (−0,2)4,8 (+3,2)5,2 (+4,6) GRÜNESPÖFPÖÖVPNEOSLINKSfSonst.20152020Anmerkungen:f 2015 als Wien anders (ANDAS) kandidiert |

| Jahr | Grüne | SPÖ   | ÖVP   | FPÖ   | LIF/NEOS | KPÖ | ANDAS | LINKS | VOLT | BZÖ  | Sonstige |
| ---- | ----- | ----- | ----- | ----- | -------- | --- | ----- | ----- | ---- | ---- | -------- |
| 1991 | 20,10 | 32,20 | 28,50 | 17,10 | -0       | -0  | -0    | -0    | -0   | -0   | 2,10     |
| 1996 | 18,80 | 27,20 | 21,40 | 19,70 | 10,20    | -0  | -0    | -0    | -0   | -0   | 2,80     |
| 2001 | 32,60 | 29,40 | 17,90 | 14,40 | 4,70     | 0,0 | -0    | -0    | -0   | -0   | 1,00     |
| 2005 | 43,30 | 27,50 | 18,10 | 7,30  | 1,20     | 1,9 | -0    | -0    | -0   | 0,80 | -        |
| 2010 | 45,40 | 25,40 | 13,90 | 10,70 | 1,10     | 1,7 | -0    | -0    | -0   | 1,10 | -        |
| 2015 | 41,00 | 24,70 | 10,20 | 13,50 | 8,10     | -0  | 1,90  | -0    | -0   | -0   | 0,60     |
| 2020 | 44,90 | 20,60 | 13,70 | 3,00  | 7,90     | -0  | -     | 4,80  | -0   | -0   | 5,20     |
| 2025 | 48,10 | 20,40 | 7,70  | 7,50  | 9,30     | 6,9 | -     | -0    | 0,4  | -0   | -        |

Der 7. Bezirk war 2001 der erste Bezirk Wiens und bis 2004 (Europawahl 2004) der einzige Bezirk Österreichs, in dem die Grünen bei Wahlen die relative Mehrheit erzielten.

## Kultur und Sehenswürdigkeiten

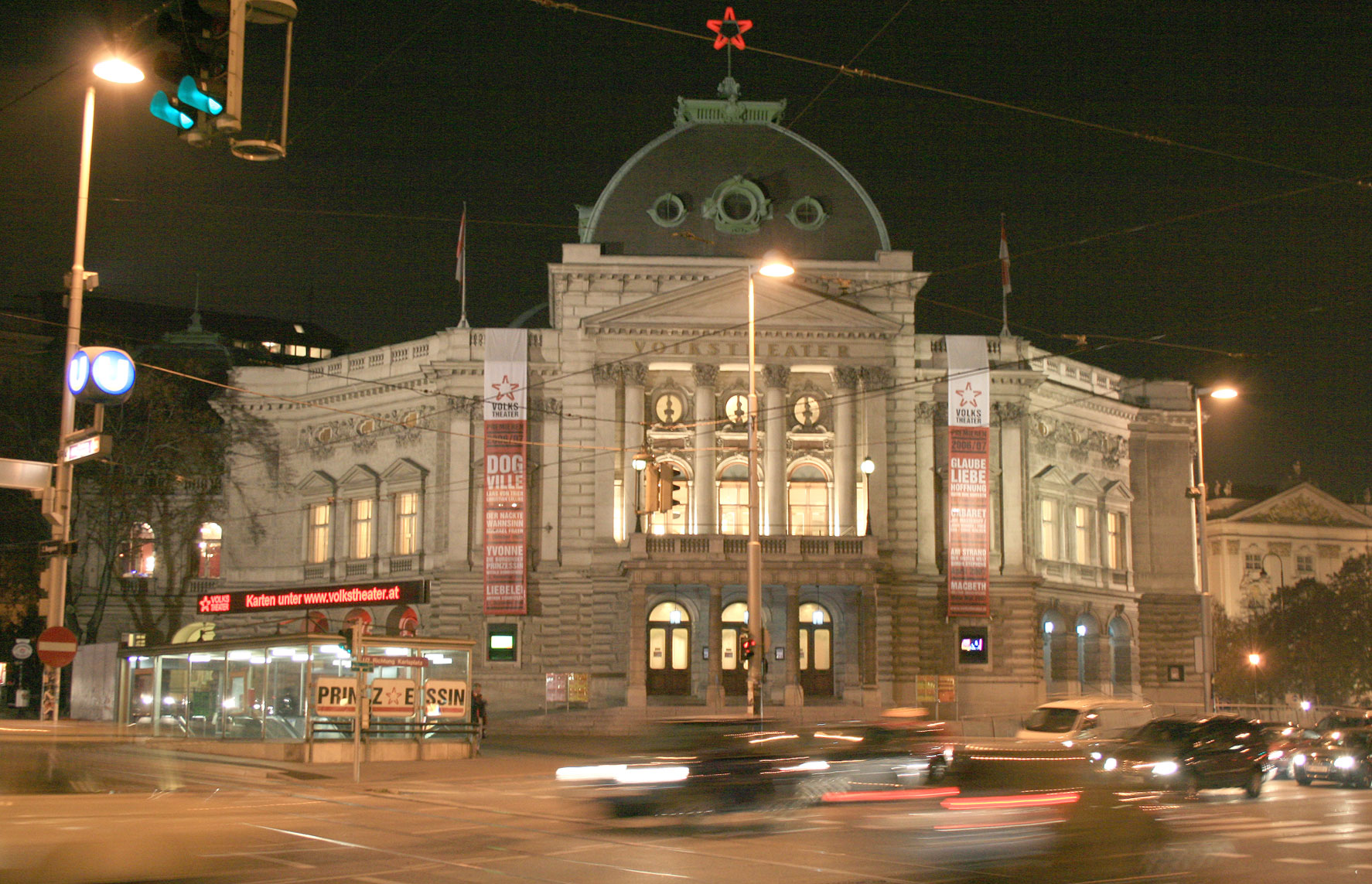
Volkstheater

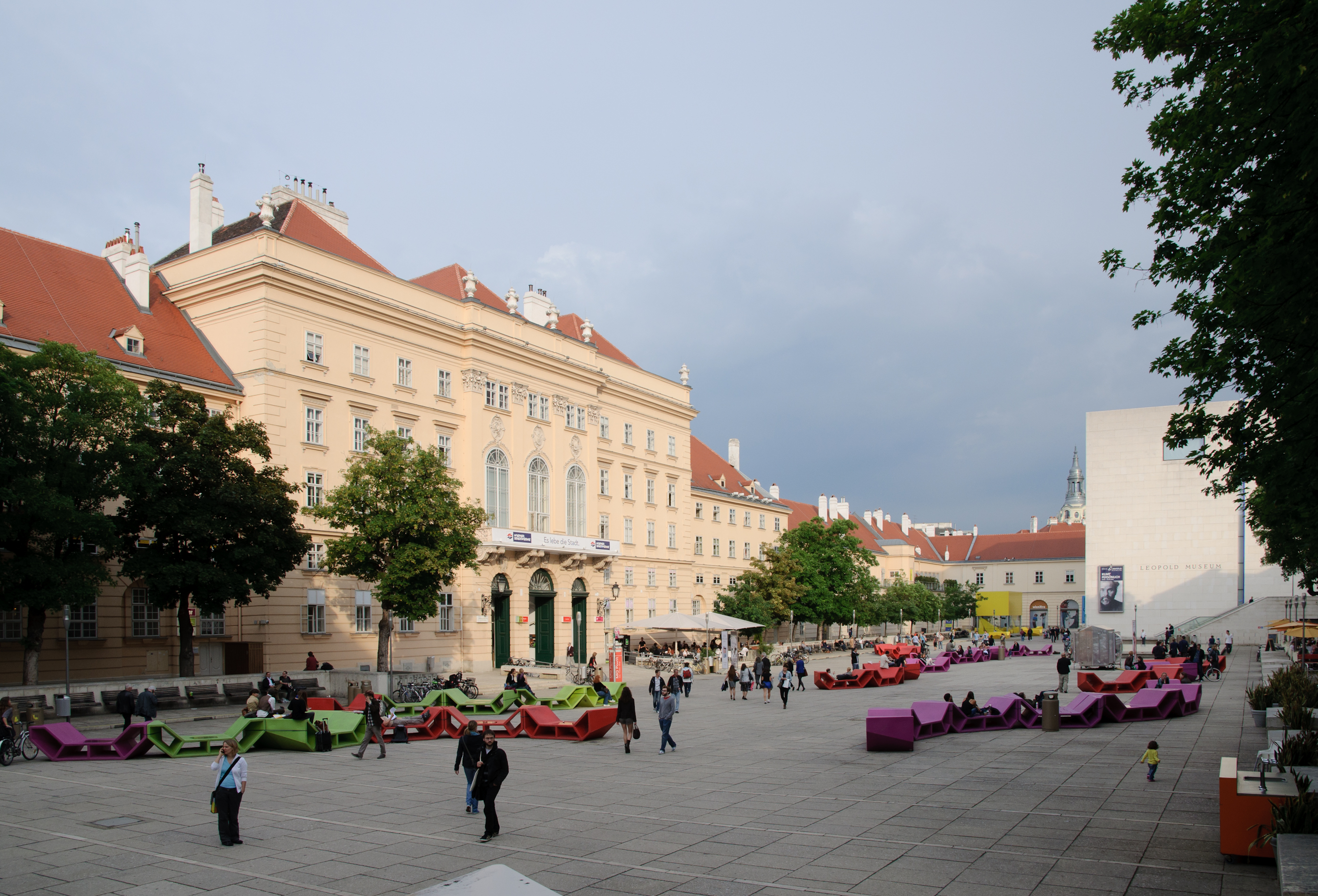
MuseumsQuartier

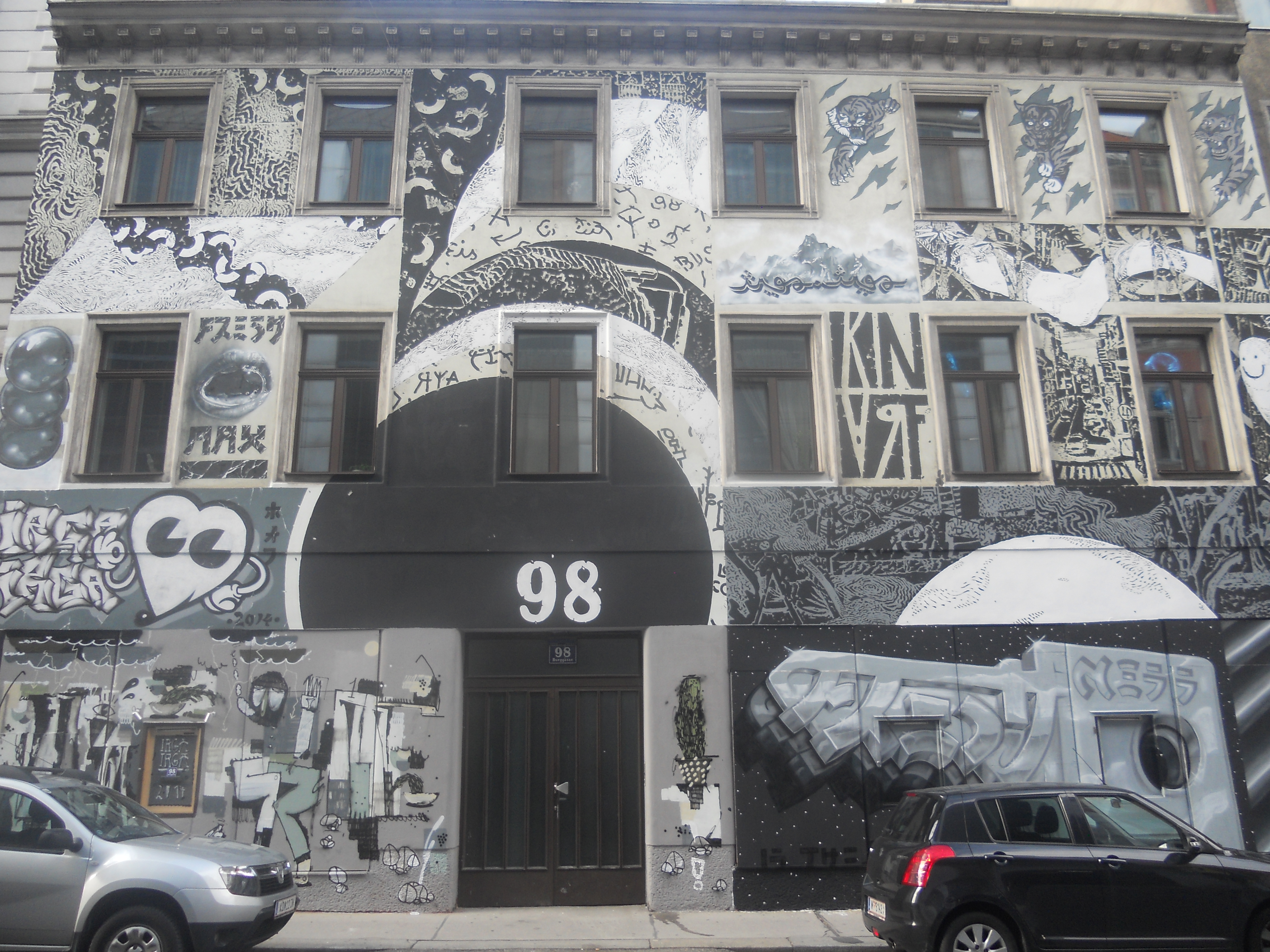
Von einem Graffiti-Künstlerkollektiv 2014 gestaltete Hausfassade in der Burggasse 98

### Sehenswürdigkeiten
- Kirchen: Maria Trost (St. Ulrich), Altlerchenfeld, Lazaristen, Stiftskirche, Auferstehungskirche
- Klöster: Mechitaristen, Notre Dame de Sion
- Palais: Palais Trautson
- Marktgebiete: Spittelberg (Weihnachtsmarkt), Neubaugasse
- Durchhäuser: Adlerhof (Burggasse–Siebensterngasse), Schottendurchhaus (Lerchenfelder Straße–Neustiftgasse)

### Kunst und Kultur
Bekannte Theater im Bezirksgebiet sind das Volkstheater und das Renaissancetheater. Das östliche Drittel des Gemeindebezirks zählt zur Welterbestätte Historisches Zentrum von Wien. Dessen Außenzone wird vom Straßenzug aus Kellermanngasse und Kirchengasse begrenzt. Zur Kernzone zählen das MuseumsQuartier und das Volkstheater.

### Museen
Durch die Einrichtung des MuseumsQuartiers am Rande des Bezirksgebietes hat sich Neubau zu einem der bedeutendsten Museumsstandorte Wiens entwickelt. Die bedeutendsten Museen des Geländes sind das Leopold Museum und das MUMOK (Museum Moderner Kunst). Das Leopold Museum verfügt über die weltweit größte Egon-Schiele-Sammlung und stellt daneben unter anderem auch Werke von Gustav Klimt, Oskar Kokoschka und Albin Egger-Lienz aus. Das MUMOK beinhaltet eine Sammlung von rund 9.000 Werken aus der ersten Hälfte des 20. Jahrhunderts (Gemälde, Skulpturen, Installationen, Zeichnungen etc.). Ebenfalls im Museumsquartier befindet sich das ZOOM Kindermuseum, das Architekturzentrum Wien und die Kunsthalle Wien, die internationale, zeitgenössische Kunst zeigt. Das Möbelmuseum Wien in der Andreasgasse ist eines der größten Möbelmuseen der Welt. Es verfügt über rund 160.000 Objekte mit Schwerpunkt auf der Habsburgermonarchie. Weitere Museen in Neubau sind das Museum Westlicht – Schauplatz für Fotografie, die Otto-Wagner-Wohnung in der Döblergasse, das Museum der Mechitharistenkongregation mit armenischer Kunst, das Museum der Gold- und Silberschmiede und das Bezirksmuseum Neubau.

### Parkanlagen
Siehe Auch: Liste der Wiener Parks und Gartenanlagen/Neubau
Die größte Parkanlage im dicht verbauten 7. Gemeindebezirk ist der rund ein Hektar große Weghuberpark. Er befindet sich im äußersten Nordosten des Bezirksgebiets vor dem Palais Trautson. Der zweitgrößte Park ist großteils von Wohnhäusern umgebene Josef-Strauss-Park im Nordwesten. Die meisten Parkanlagen am Neubau entstanden in Baulücken. Dazu zählen der Andreaspark, in dem sich ein großer Kinderspielplatz befindet, sowie der Dorothea-Neff-Park, der Gutenbergpark, der Karl-Farkas-Park und der Siebensternpark. Auch direkt am Gürtel – am Urban-Loritz-Platz – gibt es eine Parkanlage.

## Wirtschaft und Infrastruktur

### Verkehr
An den Bezirksrändern des Neubaus befinden sich Stationen dreier U-Bahn-Linien. An der östlichen Grenze zur Inneren Stadt befinden sich die U-Bahn-Stationen Volkstheater (U2 und U3) und Museumsquartier (U2). An der südlichen Grenze zu Mariahilf liegen die Stationen Neubaugasse und Zieglergasse (U3), an der westlichen Grenze zu Ottakring die Station Thaliastraße (U6) und zu Rudolfsheim-Fünfhaus die Stationen Burggasse-Stadthalle (U6) und Westbahnhof (U3, U6). Das Neubauer Bezirksgebiet queren zudem die Straßenbahnlinien 5, 46 und 49 sowie die Autobuslinien 13A und 48A.

### Öffentliche Einrichtungen
Das Amtshaus für den 6. und 7. Bezirk befindet sich im 7. Bezirk in der Hermanngasse. (Bezirksvorstehung und -vertretung des 6. Bezirks amtieren aber im eigenen Bezirk.) Zu den wichtigsten öffentlichen Einrichtungen im 7. Bezirk zählen das Museumsquartier (siehe oben), das Volkstheater, die Hauptbücherei Wien am Neubaugürtel, das Renaissancetheater (Neubaugasse) und das Möbelmuseum Wien. Das Sozialmedizinische Zentrum Sophienspital umfasste bis zu seiner Schließung 2017 ein Krankenhaus, ein Ludwig-Boltzmann-Institut, ein Geriatriezentrum und das Geriatrische Tageszentrum der Stadt Wien „Ingrid Leodolter“. Weiters ist die 4. Wiener Zentralberufsschule Zieglergasse zu nennen. Höhere Schulen sind das Gymnasium Kandlgasse und das Musikgymnasium Wien in der Neustiftgasse sowie das Privatgymnasium Kenyongasse.

### Sicherheit
Auf dem Neubau befinden sich drei Polizeiinspektionen der Bundespolizei: in der Kandlgasse 4, in der Stiftgasse 2a und auf dem Urban-Loritz-Platz 7. Organisatorisch gehören sie dem Stadtpolizeikommando Josefstadt an, das für die Gemeindebezirke 7 bis 9, Neubau, Josefstadt und Alsergrund, zuständig ist und der Landespolizeidirektion Wien untersteht.

## Persönlichkeiten
- Johann Christoph Voigtländer (1732–1797), Optiker und Erfinder
- Theodor Graf Latour (1780–1848), k. k. Geheimer Rat, Kämmerer, Offizier (Feldzeugmeister) und Kriegsminister
- Joseph Lanner (1801–1843), Komponist, Violinist und Musikdirektor
- Johann Strauss (Sohn) (1825–1899), Kapellmeister und Komponist
- Carl Michael Ziehrer (1843–1922), Komponist
- Gustav Klimt (1862–1918), Maler
- Karl Farkas (1893–1971), Schauspieler und Kabarettist
- Fritz Hochwälder (1911–1986), Dramatiker
- Fritz Muliar (1919–2009), Schauspieler, Kabarettist und Regisseur
- Georg Kreisler (1922–2011), Komponist, Sänger und Dichter
- Otto Wagner (1841–1918), Architekt, Architekturtheoretiker, Visionär und Stadtplaner Wiens